# 曲った蝶番
『曲った蝶番』（まがったちょうつがい、原題：The Crooked Hinge）は、アメリカの推理作家ジョン・ディクスン・カーによる推理小説。発表は1938年。ギデオン・フェル博士ものの長編第9作目にあたり、カーの代表作の1つである。最新の翻訳は三角和代による創元推理文庫版で、『曲がった蝶番』と表記されている（2012年12月刊）。

## あらすじ
ケント州の由緒ある家柄のファーンリ家の当主に対して、自分こそが本物のジョン・ファーンリ卿であると主張する男が現われた。パトリック・ゴアと名乗るその男は、2人は25年前のタイタニック号沈没事故の際に、混乱に乗じて入れ替わったもので、現当主は偽物だというのだ。
どちらが本物か、双方の弁護士立会いの下、ファーンリ卿の少年時代の家庭教師が呼ばれて試験が行なわれることになる。だが、その夜、真偽の鑑別がつかないまま、現当主が衆人環視の不可能状況の下で何者かにのどを切られて殺されてしまう。この謎にギデオン・フェル博士が挑む。

## 主な登場人物
ジョン・ファーンリ
准男爵
モーリ・ファーンリ
ジョン卿の妻
ナサニエル・バローズ
ジョン卿の弁護士
ブライアン・ページ
バローズの友人
パトリック・ゴア
本物のジョン・ファーンリを名乗る人物
ウェルキン
ゴアの弁護士
ケニット・マーリ
ジョン卿の昔の家庭教師
マデライン・デイン
ジョン卿の幼友だち
ノールズ
ファーンリ家の執事
ベティ・ハーボトル
ファーンリ家の女中
ヴィクトリア・デーリ
1年前に殺害された女
ギデオン・フェル
名探偵
エリオット
ロンドン警視庁警部

## 作品の評価
- 1981年に欧米の作家・評論家17人に対して実施した密室長編ものの人気投票ベスト10[1]で、本作は4位に評価されている[注 2]。

## その他
泡坂妻夫の長編小説『乱れからくり』の第6章「ビスクドール」で、登場人物が自動人形の歴史について語る中、本作の内容が現実に起きた事件として言及されている。